# Huangpu, Guangzhou
Huangpu, även transkriberat Whampoa, är ett stadsdistrikt i östra delen av staden Guangzhou i provinsen Guangdong i sydöstra Kina. Orten är främst känd för att Militärhögskolan i Whampoa var belägen här i mitten på 1920-talet.
Huangpu är indelat i 16 stadsdelsdistrikt och en köping.
Stadsdelsdistrikt (jiedao):

- Changzhou (长洲街道)
- Dasha (大沙街道)
- Hongshan (红山街道)
- Huangpu (黄埔街道)
- Jiufu (九佛街道)
- Lianhe (联和街道)
- Longhu (龙湖街道)
- Luogang (萝岗街道)
- Nangang (南岗街道)
- Suidong (穗东街道)
- Wenchong (文冲街道)
- Xiagang (夏港街道)
- Yonghe (永和街道)
- Yunbu (云埔街道)
- Yuzhu (鱼珠街道)
- Zhangling (长岭街道)

Köpingar (zhen):

- Xinlong (新龙镇)